# لیویا التمن
لیویا التمن (انگلیسی: Livia Altmann؛ زادهٔ ۱۳ دسامبر ۱۹۹۴) بازیکن هاکی روی یخ اهل سوئیس است.